# Lothar Spree
Lothar Friedrich Spree (* 16. November 1942 in Willingen, Waldeck; † 6. Dezember 2013 in Berlin) war ein deutscher Filmregisseur, Autor und Produzent, Professor (Foreign Expert und DAAD-Dozent) an der Tongji-Universität Shanghai, Assoziierter Professor an der Staatlichen Hochschule für Gestaltung Karlsruhe und Honorarprofessor an der Bauhaus-Universität Weimar.

## Leben
Der Sohn eines Zweiradhändlers besucht bis 1958 die Realschule in Mülheim Ruhr, absolvierte dann eine Lehre als Gebrauchsgrafiker bei der GRAFA Grafischen Anstalt Fried. Krupp in Essen mit Auszeichnung, die ihm 1961 das Studium an der Hochschule für Gestaltung Ulm (hfg ulm) ermöglichte. Mit der Gründung des Instituts für Filmgestaltung Ulm an der hfg ulm 1962 studiert er Film u. a. bei Alexander Kluge, Edgar Reitz und Detten Schleiermacher bis 1968.
Nach Studium und Lehrtätigkeit an der University of Waterloo in Kanada und einem Jahr als Regisseur und Produzent in New Jersey (1970/71) wurde er als Professor for Electronic Arts an das Ontario College of Art in Toronto berufen.
1975 gründete er die lothar spree film production in Frankfurt am Main, entwickelte Programmkonzepte und produzierte zahllose Filme für das neu entstehende Jugendprogramm des ZDF bis 1988. In vielen dieser Produktionen arbeitete er eng mit Wilfried Rimensberger, Creative Producer in London zusammen, so zum Beispiel bei Rock In Rio und vielen SchülerExpress Sendungen. Nach Jahren in der freien Medienindustrie mit Produktionen für namhafte Großunternehmen, Museen etc. kehrte er mit vielen Kulturdokumentation zum Fernsehen zurück. In ZDF, WDR, SWR, ORF, DRS, RAI und vor allem ARTE liefen viele seiner Film zu Archäologie und Medien, Kunst und Wissenschaft, Oper und Bühnenbild, Architektur und Design, Musik und Künstlerporträts.  
1992 wurde er von Heinrich Klotz zur Gründung der neuen Staatlichen Hochschule für Gestaltung Karlsruhe und des ZKM Zentrum für Kunst und Medientechnologie Karlsruhe als Professor für Medienkunst/Film berufen. Hier entwickelte er u. a. ein einflussreiches EU-Projekt über Medien und Wissenschaft - CHAMP - Çatal Höyük Archaeology and Media Project, das als modellhaftes Projekt unter der Leitung der Cambridge University UK Ian Hodder weltweit Aufsehen erregte. Das Thema Archäologie und Medien wurde für mehrere Jahre Spezialthema für Spree (DAI, Universitäten Ankara, Cambridge, Karlsruhe, Tübingen) auf Filmfestivals (Cinarchea Kiel, Athen, Rovereto) und im Fernsehen (z. B. Schliemann's Erben ZDF, RAI). Zusammen mit Edgar Reitz gründete und leitete er das EIKK Europäische Institut des Kinofilms Karlsruhe (1995–2002). 2000 bis 2002 übernahm er die Leitung der Filmabteilung an der Hochschule für Gestaltung in Offenbach am Main.
Im Jahr 2003 folgte er einem Ruf der Tongji University Shanghai zum Aufbau einer Filmabteilung an dem neu eingerichteten College of Communication & Art, der mit einer fünfjährigen DAAD-Langzeitprofessur unterstützt wurde. 2009 berief ihn das wiederum neu gegründete College of Design & Innovation am CAUP (College of Architecture & Urban Planning der Tongji University) als Professor für Digital Media Design. Spree arbeitete und lebte in Shanghai und Berlin, produzierte Filme, Dokumentationen, Medien und Medienkunst und arbeitete als Experte für den Aufbau von Medien- und Austauschprogrammen an internationalen Medienhochschulen.
Zusätzlich zu seiner Arbeit als Autor und Produzent war Spree zuletzt an zahlreichen Hochschulen als Professor tätig (u. a. an der Freien Universität Berlin und an der Tongji-Universität Shanghai). Mit der Filmemacherin Recha Jungmann hat er einen Sohn, Titus Spree. Lothar Spree starb am 6. Dezember 2013 im Alter von 71 Jahren nach kurzer schwerer Krankheit in Berlin.

## Filmografie

### Filme
- 1964: Desertion, 15 min 35mm, Drehbuch, Regie, hfg ulm
- 1965: BeatBürger - Entweder man kommt ganz gross raus...  70min 35mm, Drehbuch, Regie, NFP / hfg ulm / iffg ulm / ARD
- 1965/66: Abschied von Gestern, Co-Autor zum Drehbuch, Alexander Kluge, Kairos-Film
- 1966: Manfred, 15 min 35mm, Drehbuch, Regie, NFP / hfg ulm
- 1967: Happiness, 1min 35mm, Drehbuch, Regie, hfg ulm, EXPO'67 Montreal
- 1972: Parade, 20min, 16mm, Regie, Produktion, Belphegor Inc.
- 1973: Sarah's War, 24min 16mm, Drehbuch, Regie, Produktion, Belphegor Inc.
- 1974: Things from the Land, Spielfilmdrehbuch.
- 1974: Windmill’s Fists, Drehbuch für Spielfilm mit Award vom Canada Council of the Arts.
- 1976: Die Reise nach Lyon, Co-Autor zum Drehbuch, Claudia von Alemann
- 1986: Der Liebe auf der Spur, Fernsehserie 8x30min, Bundesfamilienministerium, Drehbuch, IFAGE

### Fernsehfilme (Auswahl)
- 1977/78: Erste Liebe, 16mm, 30+60min, Spielfilm, Regie, Produktion, Co-Drehbuch, lsfp (lothar spree film production) / ZDF
- 1979: Die Erstürmung des 7. Himmels, 16mm, 35min, Drehbuch, Regie, Produktion, lsfp/ZDF
- 1980: Versuchs doch mal mit Zärtlichkeit, 16mm 70min, Spielfilm, Drehbuch, Regie, Produktion, lsfp/ZDF
- 1982: Theres und Tanja, 16mm 70min, Spielfilm, Drehbuch, Regie, Produktion, lsfp/ZDF
- 1983: Unter Hitler leben, 16mm 70min, Drehbuch, Regie, Produktion, lsfp/ZDF
- 1984: Gustav, ganz!  – Spielfilm 90min, Drehbuch, SFB
- 1984: Heisse Ohren, Spielfilm 90min, Regie, SFB
- 1985: Rock in Rio, 16mm 35min, Drehbuch, Regie, Produktion, lsfp/ZDF
- 1987: Verrückte Welten - Die Karrieren des Stefan Wewerka, 16mm 30min, Drehbuch, Regie, Produktion, lsfp/ZDF
- 1988 Archäologie & Showgeschaeft / Neues aus Pompei, 16mm 30min, Drehbuch, Regie, Produktion, lsfp/ZDF
- 1989: Der MusikTheaterMacher - Harry Kupfer, 16mm 80min, Drehbuch, Regie, ZDF / IFAGE Prod./ ZDF/ARTE
- 1990: Die Avantgarde macht Pause - Deutsches Design, 16mm 45min, Drehbuch, Regie, Produktion, lsfp/WDR/goethe INTERNATIONES
- 1991: Altes Gold und neue Mythen - Die Jagd nach dem verschwundenen Schatz des Priamos, 16mm 45min, Drehbuch, Regie, Produktion, lsfp/ZDF
- 1992: Lulus Ziehvater - Der Musikverleger Alfred Schlee, Beta 62min, Drehbuch, Regie, ZDF/ORF
- 1993: Mendelssohn und so weiter... - 300 Jahre Musikstadt Leipzig, Drehbuch, Regie, Produktion, ZDF
- 1994: Ordnung Chaos Kreativität - Chaos Leben..., 2x30min, Drehbuch, Regie, Produktion, lsfp/ARTE
- 1995: Schliemanns Erben - Auf der Spur grosser Kriegszüge, 45min, Drehbuch, Regie, Aspect TV / ZDF
- 1997: Lampenfieber - Clara Schumann Klavierwettbewerb, 60min, Drehbuch, Regie, ZDF
- 1998: Treibender Raum - Aus dem Arbeitsjournal des Hans Schavernoch, 60min, Drehbuch, Regie, Produktion, lsfp/ZDF/ARTE
- 1999: Mit dem Computer in die Steinzeit - Alte Welt und Neue Medien, 60min, Drehbuch, Regie, Produktion, lsfp/ZDF/ARTE
- 2003: Wenn Venus singt... , 30min, Drehbuch, Regie, Produktion, lsfp/ZDF/ARTE
- 2004: Einer für Schabbach – Making Of von HEIMAT 3, 30min, Drehbuch, Regie, Kamera, Produktion, lsfp SWR

### DVDs
- 1996: Çatal Höyük - ...as People began to live in Cities CD-ROM, Produktion, Hfg Karlsruhe / Uni Karlsruhe / EIKK
- 1999: 799 - Aspekte einer Zeitenwende - Charlemagne - The Making of Europe, Interaktive Ausstellungsinstallation in 5 Sprachversionen, Drehbuch, Regie, Produktion, EU MEDIA / lsfp
- 2000: The 92 Faces of Peter Greenaway / cinema lectures 1, CD-ROM, Regie, Produktion, EIKK
- 2001: Margarethe von Trotta Jahrestage / cinema lectures 2, CD-ROM, Regie, Produktion, EIKK
- 2003: Subversive Archaeology / Media Presentation, Drehbuch, Humboldt University Berlin
- 2007: CDHK Imagefilm / Lehrproduktion des College of Communication & ARt, Beijing University, hfg_OF für DAAD / Chinesisch-Deutsches Hochschulkolleg an der Tongji-Universität Shanghai
- 2008: 40+4 Art is not enough. Not enough! DVD und Buch, Palazzo Strozzi CCC/arthub, Florenz / eArt Festival 2008 Shanghai

## Artikel, Bücher (Auswahl)
- 1980: Der Freiheit Aber - Gedichte und Poems, Verlag Stroemfeld/Roter Stern Frankfurt
- 1983:  Diktatur, Mitarbeit am Taschenbuch von Klaus Kordon nach dem Film Unter Hitler leben..., Dokumentation ZDF
- 1983:  Kratzer auf der Seele, Jugend-Taschenbuch zum Film, Otto-Maier-Verlag Ravensburg
- 1987:  Kleine Annonce,  in: Literatur in Frankfurt - Ein Lexikon zum Lesen, Hrsg. Peter Hahn, athenäum Verlag
- 1993:  Filmästhetik im digitalen Zeitalter - eine Anforderung für die Medienkunst, - Die Staatliche Hochschule für Gestaltung Karlsruhe, Beitrag in Erlkönigs Erben - Perspektiven der Medienkunst, Verlag 235 Media Köln
- 1994:  Edgar Reitz -Kino, Ein Gespräch mit Heinrich Klotz und Lothar Spree, Schriftenreihe der Staatlichen Hochschule für Gestaltung Karlsruhe, Band 3, herausgegeben von Heinrich Klotz, Cantz Verlag Stuttgart
- 1995:  Filmen gegen das Vergessen, Im Gespräch  Lothar Spree, in Mediagramm - Zeitschrift des ZKM/Zentrum für Kunst und Medientechnologie Karlsruhe Nr. 18,
- 1996:  Virtual Time, Autor, in hfg forum Nr. 16, 14. Jahrgang, Hochschule für Gestaltung Offenbach am Main
- 1997:  Experiments of Applications - The Karlsruhe Media Complex, Beitrag für den EVA’96 Kongress in London in der National Galerry und dem Royal College of Art
- 1997:  Çatal Höyük - als die Menschen begannen in Städten zu leben, CD-ROM-Produktion, publiziert bei P.M. Magazin
- 1999:  Cain, Able & Cable - Filmculture in Transition, Mitherausgeber, EIKK / Amsterdam University Press
- 2000:  Wissenschaft oder Kunst - Antagonismen für die Anschaulichkeit? Beitrag in Cinarchea - Sichtweisen zu Archäologie-Film-Kunst, Hrsg. Kurt Denzer, Verlag Ludwig, Kiel
- 2003:  Film als Medienkunst, Autor, HfG Karlsruhe
- 2004:  Bauhaus in Shanghai, Autor, DAAD China / Tongji University Shanghai
- 2008:  Is there really space for creativity? Essay, arthub Shanghai/Hongkong
- 2009:  The Electronic Zoo - Illustrated Textbook for Media Education, mit Dirk Schulz M.A., Tongji/Selavy Shanghai/Hongkong

## Auszeichnungen
- 1975: Prix Danube, Golden Award Journalism, Best Youth Program, Bratislava
- 1978: Prix Jeunesse, Best Youth program, TV Youth Program, Munich
- 1980: Christopherus Award, Best Traffic Educational Program
- 1980: Mannheim Youthfilm Festival, Best Fiction Youth Film
- 1981: Prix Danube, Best Documentary, Bratislava
- 1988: Adolf Grimme-Preis mit Silber, für Verrückte Welten, Marl
- 1989: MediaSaveArt, Awards Innovative Archaeology Film, Heritage Media Programs, Rom
- 1990: Golden Prague, Journalists's Award Best Musical Program, TV Program Competition
- 1994–1999: Cinarchea, Nominations / Specials, Archaeological Film Festival, Special performances